# Acylale

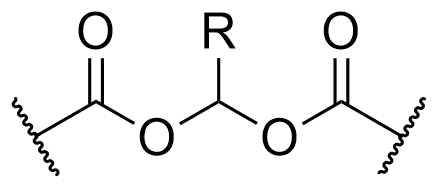
Allgemeine Strukturformel von Acylalen (R = H, organischer Rest).

Acylale sind organische Verbindungen mit der Struktur RCH(OOCR)2. Hierbei sind zwei gleiche oder verschiedene Carbonsäuren über eine Methylenbrücke kovalent gebunden. Sie sind daher auch als Diester geminaler Diole zu verstehen. Ein bekannter Vertreter von cyclischen Acylalen ist die Meldrumsäure, von linearen Acylalen das Ethylidendiacetat.

## Vorkommen
Neben ihrer Funktion als Schutzgruppe für Carbonylverbindungen finden sich Acylal-Strukturen in einigen biochemisch und pharmazeutisch relevanten Stoffen. 1985 wurde Fura-2AM von Roger Tsien und Kollegen entwickelt – ein membrangängiges Derivat von Fura-2 – welches als Acetoxymethylester („Acylal“) vorliegt und mit der dadurch hohen Lipophilie zur passiven Diffusion befähigt ist und in Zellen eindringen kann. Endogene Esterasen spalten die Ester, setzen das Fura-2 frei, welches als intrazellulärer Ca2+-Indikator dient.
Acylale sind Strukturmotiv einigen Prodrug-Moleküle, im Besonderen aus dem Bereich der β-Lactamantibiotika. Beispiele hierfür sind das Cefuroximaxetil und das kürzlich zugelassene Sulopenemetzadroxil. Die Maskierung der Carbonsäuren führt zu einer erhöhten Membranpermeation, die eine orale Anwendung möglich macht, während die freien Säuren keine orale Bioverfügbarkeit aufweisen.
Ein anderer Prodrug-Ansatz wurde bei dem Arzneistoff  Sultamicillin verfolgt – in diesem Molekül sind zwei Wirkstoffe (Ampicillin und Sulbactam) jeweils über ihre Carbonsäurefunktion über eine Acylal-Struktur kovalent verbunden. Dieses, auch Co-Drug genannte Konzept, führt zu einer Erhöhung der oralen Bioverfügbarkeit beider Arzneistoffe im Vergleich zur Einzelgabe.
Das Sesquiterpen Bilobalid, ein wirksamer Inhaltsstoff des Ginkgo-Baumes, ist eines von wenigen Beispielen für ein natürliches Vorkommen eines Acylals.

## Gewinnung und Darstellung
Für die Synthese von Acylalen wurde eine Reihe von Methoden entwickelt, wobei hier zwischen symmetrischen und asymmetrischen Acylalen unterschieden. Die am häufigsten angewandten Synthesen für symmetrische Acylale werden unter sauren Bedingungen durchgeführt, indem Aldehyde mit Carbonsäureanhydriden in Gegenwart einer Lewis-Säure als Katalysator behandelt werden. Eine andere Methode, mit der eine einfachere Variation der Säurekomponente gelingt, ist die Verwendung von Dichlormethan als C1-Komponente für den Methylenlinker in einer konzertierten Veresterung.
Asymmetrische Acylale werden in zwei Schritten dargestellt: Im ersten Schritt wird eine Carbonsäure zu einem α-Halidalkylester, etwa Chlormethyl- oder 1-Bromethylester, umgesetzt, welcher im nächsten Schritt mit einer weiteren Carbonsäure zum Acylal verestert wird. Der zweite Schritt verläuft nach einem SN2-Mechanismus und wird meist in aprotisch-polaren Lösungsmitteln wie DMF oder NMP in Gegenwart nicht nukleophiler Basen durchgeführt. Eine neuere Publikation der Universität Greifswald zeigt die Verwendung von Dihydrolevoglucosenon (Cyrene) als grünes Lösungsmittel für die Mikrowellensynthese von Acylalen.

## Eigenschaften
Die Hydrolyse von Acylalen wird sowohl von Säuren als auch von Basen katalysiert.
Acylale enthalten zwei Arten von reaktiven Kohlenstoffzentren: das Kohlenstoffatom einer geschützten Aldehydfunktion und die Carbonylgruppe in den Estereinheiten. Im Allgemeinen greifen Kohlenstoffnucleophile vor allem das erstgenannte Zentrum an und verdrängen eine der Acyloxygruppen, wodurch Substitutionsprodukte entstehen. Sauerstoff- und Stickstoffnucleophile hingegen greifen fast ausschließlich eine der Acyloxygruppen an, wodurch die entsprechenden Aldehyde und Säurederivate als Primärprodukte entstehen. Mit Cyaniden unter den bestimmten Bedingungen reagieren Acylale zu Cyanohydrinestern.

## Verwendung
In der präparativen Chemie dienen Acylale als Schutzgruppen für Carbonylverbindungen wie Aldehyde und Ketone. Hierfür werden die Carbonyle mit Säureanhydriden und geeigneten Katalysatoren zu den entsprechenden Acylalen umgesetzt. Ein weiterer Syntheseweg geht von Carbonsäurechlormethylestern aus, die in aprotisch polaren Lösungsmittel (etwa Dimethylformamid) basenkatalysiert mit Carbonsäuren umgesetzt werden.